# Skeppsmalen

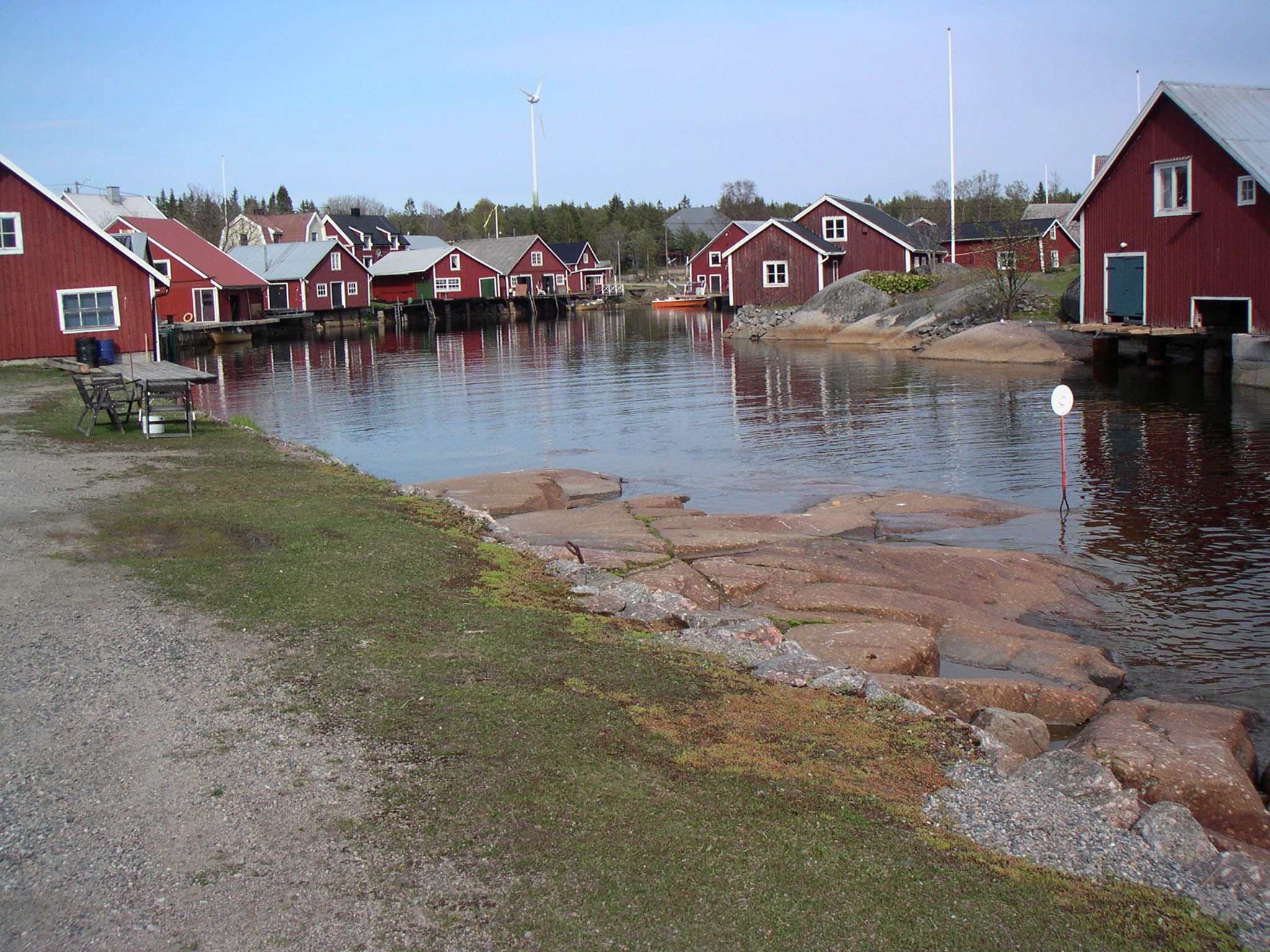
Skeppsmalen

Skeppsmalen (auch Skeppsmaln) ist ein altes Fischerdorf in der schwedischen Gemeinde Örnsköldsvik. Es liegt am Bottnischen Meerbusen, am Beginn der Örnsköldsviksfjärden und wurde von Gävlefischern gegründet.
Im Gebiet um das heutige Skeppsmalen wurden bei archäologischen Untersuchungen Fundamente von einfachen Behausungen aus der Vendel- und Wikingerzeit und dem späten Mittelalter gefunden. Dazu fand man Robbenknochen und Kohle, die Fundamente aus verschiedenen Epochen deuten darauf hin, dass das Gebiet mehrmals längere Zeit bewohnt war.
In neuerer Zeit fischten Gävlefischer im einige Kilometer nördlich liegenden Dorf Skagen mindestens seit Ende des 17. Jahrhunderts.
Skeppsmalen wurde 1780 erstmals urkundlich erwähnt, es lebten dort 16 Fischer mit ihren Familien. Die Kapelle des Dorfes wurde zwischen 1795 und 1803 errichtet, eine Glocke wurde 1801 von den Fischern gemeinsam gekauft. Die Fernfahrten gingen bis Ende des 19. Jahrhunderts, der letzte Gävlefischer war Erik Wilhelm Högberg. Er fuhr von 1900 bis zu seinem Tod 1914 jährlich mit einem Dampfschiff nach Skeppsmalen und fischte dort den Sommer über. Högberg entstammte einer alten Gävler Fischersfamilie, die mehrere Generationen lang nach Skeppsmalen fuhr.
Im Jahr 1957 wurde der Leuchtturm Skags fyr nahe Skeppsmalen gebaut, hier liegen auch eine Lotsenstation und eine der Messstationen des SMHI. Rund zehn Personen wohnen ganzjährig im Ort, der im Sommer von Touristen besucht wird. Das 2004 eröffnete Fiskevistet ist das einzige dem Surströmming gewidmete Museum Schwedens.